# Tra le pietre grigie
Tra le pietre grigie (in russo Среди серых камней?, Sredi seryh kamnej) è un film del 1982 diretto da Kira Muratova.
Tagliato e rimontato dalla censura russa, apparve firmato da un tale Ivan Sidorov.

## Trama
Tra le pietre grigie è tratto da In cattiva compagnia, un racconto lacrimevole, molto popolare fra i fanciulli russi, dello scrittore populista ucraino di lingua russa Vladimir Galaktionovič Korolenko. Il racconto, pubblicato nel 1885, si svolge in Ucraina e narra la vicenda di Vasâ, un bambino di sei anni orfano di madre, morta per tubercolosi, e trascurato dal padre il quale, sopraffatto dal dolore non riesce a manifestare amore al figlio. Girovagando nei dintorni, Vasâ si imbatte in una comunità di poveri i quali vivono nei pressi di un'antica chiesa uniate diroccata. Vasâ stringe amicizia con due bambini poveri: Valëk e Marusâ, figlioletti di Tuburzio, un uomo provvisto di una certa cultura umanistica. In particolare, Vasâ è attratto da Marusâ, la bambina, la quale vive nascosta nei sotterranei della chiesa. Prima che Marusâ muoia, Vasâ le regala una bambola, sottratta alla propria sorellina.
L'intreccio del film corrisponde a quello della novella di Korolenko. Il film tuttavia è ambientato negli anni settanta del '900, anziché nel XIX secolo. I poveri vivono in prossimità delle rovine di un antico castello ("le pietre grigie" del titolo). Il padre di Valëk e Marusâ si chiama Valentin.

## Critica
L'ambientazione al XX secolo era stata scelta dalla Muratova soprattutto per ridurre i costi. All'epoca, tuttavia, la politica dell'Unione Sovietica era quella di negare le differenze culturali esistenti fra le singole repubbliche dell'Unione Sovietica, una delle quali era la Repubblica ucraina. Pertanto, nonostante la nazionalità della regista, il film è privo di riferimenti alla cultura dell'Ucraina, presenti invece nel romanzo. Nel film mancano inoltre i riferimenti alle minoranze religiose, per esempio agli Ebrei o alla Chiesa Uniate. Il film è caratterizzato inoltre, dal punto di vista estetico, da scene in una pittoresca moltitudine di persone popola uno spazio brullo e degradato; ciò ricorda le scene del matrimonio in Siberia in Alla scoperta della vita. Sono inoltre pressoché assenti le donne, caso unico nella filmografia della Muratova. I bambini utilizzano un linguaggio da adulti e Marusâ è interpretata da una nana, anziché da una bambina. È difficile tuttavia stabilire quanto tutto ciò sia da attribuire alla Muratova. Il film, infatti, subì dalle autorità censorie numerosi tagli, non approvati dalla regista, e fu talmente modificato che Kira Muratova non volle firmarlo.
Il film fu presentato nella sezione Un Certain Regard nel Festival di Cannes 1988. In Italia è stato trasmesso da Rai tre nel programma Fuori orario. Cose (mai) viste.